# 毛毛 (遊戲)

毛毛（Chuzzle），為開發的遊戲，於2005年5月12日被寶開遊戲推出。2018年12月18日，獨立開發並推出手機版續作。

## 玩法
遊戲以毛球狀的角色為主，俗稱「毛毛」，主要在6×6的方格內拖拽其中一排或一行的毛毛，將之連貫成3個或以上上下左右的同色毛毛引爆，會因引爆而累計通關率。通常玩家需要將瓶子裝滿才可以過關，該關卡是無限的。不過在2代也有很多的指定通關要求。
有時會出現大型毛毛，會因身形而改為拖拽2行或2排的毛毛，無法將大型毛毛繞著畫面拖拽。彩色毛毛能夠迅速提升通關率。若將5個活以上毛毛連貫，會形成一粒超級毛毛，若將其連貫會大範圍引爆。關卡數越多會出現更多的鎖頭毛毛，阻攔玩家的拖拽，需要引爆才可開通。若無法有可配對毛毛，可重新刷新毛毛2次，直至遊戲結束為止。
毛毛通常以各種單色分佈，在2代新增棕色毛毛、金色毛毛、神秘毛毛等等的新毛毛。
毛毛可被玩家連續點擊會出現毛毛惹怒、脫毛、哭泣、打嗝的表情。
初代模式有「Classic」模式、在限時外增加鎖頭的「Speed」模式、拼圖式的「Mind」模式、以及無限的「Zen」模式，在2代的玩法多元化。
此外，該遊戲曾以老虎機形式銷售。